# Wiktor Moszyński
Wiktor Moszyński – major w powstaniu kościuszkowskim, kapitan z kompanią Gwardii Konnej Koronnej w 1788 roku.